# Мертон (містечко, Вісконсин)
Мертон (англ. Merton) — місто (англ. town) в США, в окрузі Вокеша штату Вісконсин. Населення — 8277 осіб (2020).

## Демографія
Згідно з переписом 2010 року, у місті мешкало 8338 осіб у 3004 домогосподарствах у складі 2507 родин. Було 3331 помешкання
Расовий склад населення:
| - 97,5 % — білих - 1,1 % — азіатів - 0,3 % — чорних або афроамериканців - 0,2 % — корінних американців |

До двох чи більше рас належало 0,8 %. Частка іспаномовних становила 1,2 % від усіх жителів.
За віковим діапазоном населення розподілялося таким чином: 25,9 % — особи молодші 18 років, 62,2 % — особи у віці 18—64 років, 11,9 % — особи у віці 65 років та старші. Медіана віку мешканця становила 44,6 року. На 100 осіб жіночої статі у місті припадало 103,9 чоловіків;  на 100 жінок у віці від 18 років та старших — 102,4 чоловіків також старших 18 років.
Середній дохід на одне домашнє господарство  становив 139 439 доларів США (медіана — 105 549), а середній дохід на одну сім'ю — 148 910 доларів (медіана — 118 854). Медіана доходів становила 90 547 доларів для чоловіків та 60 365 доларів для жінок. За межею бідності перебувало 2,2 % осіб, у тому числі 1,5 % дітей у віці до 18 років та 3,6 % осіб у віці 65 років та старших.
Цивільне працевлаштоване населення становило 4205 осіб. Основні галузі зайнятості: виробництво — 23,8 %, освіта, охорона здоров'я та соціальна допомога — 18,4 %, науковці, спеціалісти, менеджери — 9,9 %, роздрібна торгівля — 9,7 %.